# Kivijärv, Harjumaa
Kivijärv är en sjö i Estland.   Den ligger i landskapet Harjumaa, i den centrala delen av landet, 50 km öster om huvudstaden Tallinn. Kivijärv ligger 75 meter över havet. Arean är 0,76 kvadratkilometer. I omgivningarna runt Kivijärv växer i huvudsak blandskog. Den sträcker sig 1,2 kilometer i nord-sydlig riktning, och 1,7 kilometer i öst-västlig riktning.